# Verlag Ferdinand Schöningh
La Verlag Ferdinand Schöningh és una editorial alemanya fundada el 12 de maig del 1847 a Paderborn pel comerciant de llibres Ferdinand Schöningh, originari de Meppen/Emsland. Des de l'1 de gener del 2017 forma part de Brill Publishers. Se centra en la història contemporània, la teologia científica, la filosofia, la filologia i la pedagogia. Així mateix, ha impulsat diverses publicacions de gran envergadura, incloent-hi edicions crítiques d'obres d'Agustí d'Hipona, Friedrich i August Wilhelm Schlegel i Wilhelm von Humboldt, els 40 volums de la història dels concilis editada per l'historiador papal en cap Walter Brandmüller, una luxosa sèrie de facsímils de la Biblia Slavica i una gran edició de recerca sobre la inquisició pontifícia i l'Index Librorum Prohibitorum. Fou cofundadora de la Rote Reihe dels Uni-Taschenbücher, un projecte comú de diverses editorials.